# Бромид цезия
Броми́д це́зия (цезий бромистый) — CsBr, неорганическое бинарное соединение цезия и брома, цезиевая соль бромоводородной кислоты. Бесцветное (в кристаллическом виде) вещество с ионной структурой; нелетучее, термически устойчивое, хорошо растворимое в воде. Кристаллическая решётка CsBr — кубическая примитивная типа CsCl.

## Молекулярная и кристаллическая структура
Бромид цезия — соединение с ярко выраженной ионной структурой (ионный кристалл), где каждый ион цезия Cs+ окружен восемью ионами брома Br−.
Энергия ионизации, I = 7,78 эВ:[стр. 373]. Энергия атомизации (Eсв) равна 395 кДж/моль:[стр. 380]. Бромид цезия в газообразном состоянии  содержит молекулы димера Cs2Br2 плоской ромбической формы.

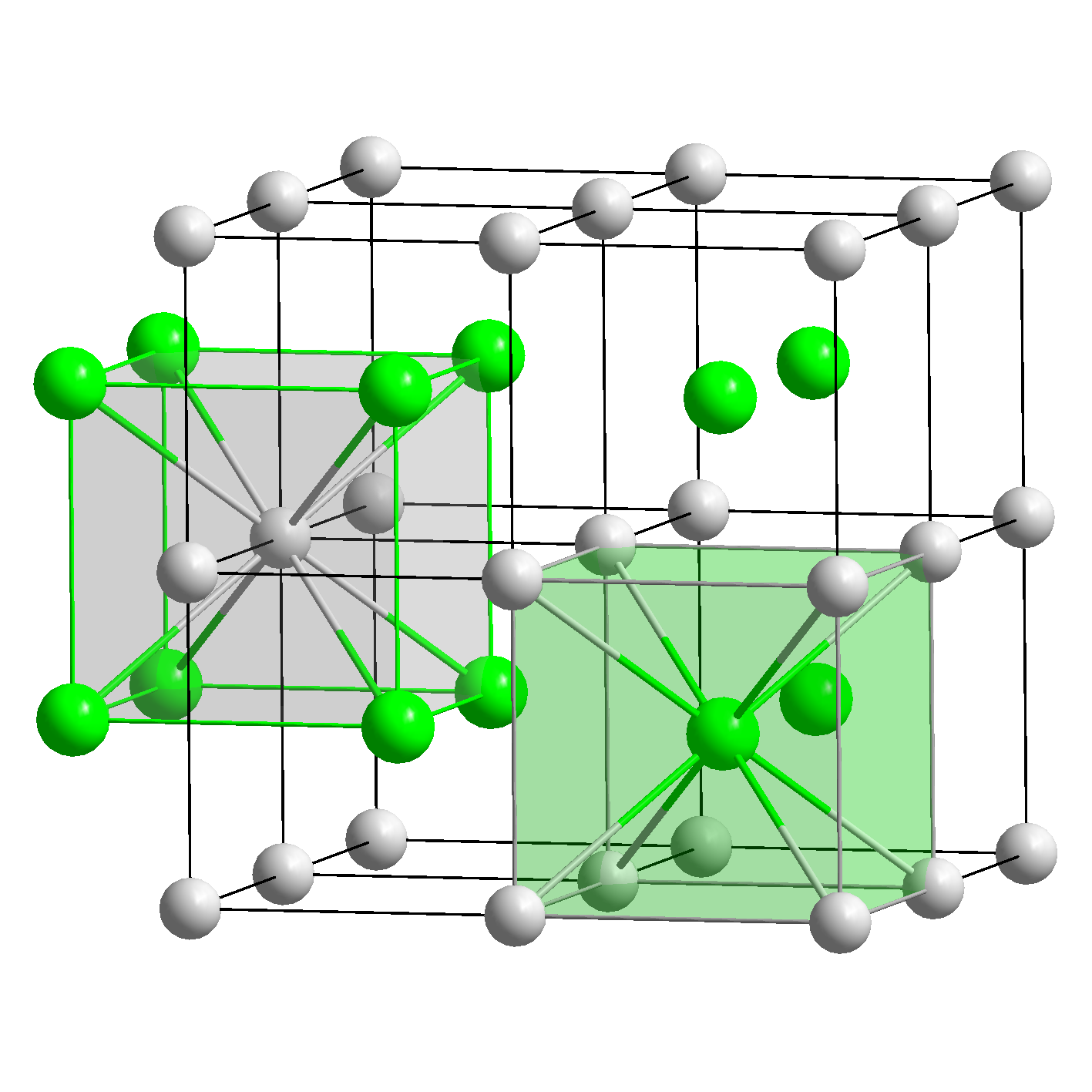
Структура решётки CsBr

Кристаллическая решётка соединения кубическая, примитивная (α-CsBr), пространственная группа P m3m, a = 0,429 нм, Z = 1.
При нагревании α-CsBr переходит в гранецентрированную модификацию β-CsBr (тип NaCl):[стр. 91]. Пространственная группа F m3m, a = 0,723 нм, Z = 4. Энергия кристаллической решётки U = 625,9 кДж/моль:[стр. 101]. Длина связи Cs—Br в газообразном состоянии составляет 307 пм, в жидком — 355 пм, твёрдом — 362 пм. При температуре жидкого гелия в кристаллах бромида цезия происходит скольжение дислокации, приводящее к аномальной пластичности и тягучести соединения.
Элементный состав соединения: Cs 62,45 %, Br 37,55 %.

## Физические свойства
Бромид цезия в нормальных условиях представляет собой бесцветное (в крупно-кристаллическом виде) или белое (в виде порошка) соединение, хорошо растворимое в воде — 123,3 грамм CsBr в 100 г H2O при 50 °С, 214 г при 80 °С:[стр. 620]. Теплота растворения в воде при комнатной температуре составляет −25,96 кДж/моль. Не образует кристаллогидратов. Из водных растворов кристаллизуется в виде безводных кубических кристаллов или безводных кристаллов в форме ромбических додекаэдров:[стр. 100].
Плотность водного раствора CsBr при 20 °C:[стр. 645]:
|                | 1 %    | 2 %    | 4 %    | 6 %    | 8 %    | 10 %   | 12 %   | 14 %   |
| -------------- | ------ | ------ | ------ | ------ | ------ | ------ | ------ | ------ |
| Плотность, г/л | 1006,1 | 1014,1 | 1030,5 | 1047,3 | 1064,7 | 1082,7 | 1101,2 | 1120,3 |
| Плотность, г/л | 16 %   | 18 %   | 20 %   | 22 %   | 24 %   | 30 %   | 35 %   | 40 %   |
| Плотность, г/л | 1140,1 | 1160,5 | 1181,7 | 1203,6 | 1226,3 | 1299,7 | 1367,6 | 1442,8 |

Соединение растворимо в метаноле, этаноле; хорошо растворимо в муравьиной кислоте и гидразине; плохо растворимо в ацетоне, пиридине, эфире, ацетонитриле, нитробензоле.
Хорошо растворим в бромоводородной кислоте. Зависимость максимальной концентрации CsBr (по массе) в водном растворе HBr различной концентрации при 25 °C:
| Концентрация HBr, %  | 5 %  | 10 % | 15%  | 20 % | 25 % |
| -------------------- | ---- | ---- | ---- | ---- | ---- |
| Концентрация CsBr, % | 49,0 | 40,6 | 33,3 | 27,9 | 23,4 |

| Основные термодинамические характеристики:[стр. 462, 532]: в газообразном состоянии: - стандартная энтальпия образования, ΔHo298 = −208 кДж/моль; - стандартная энтропия образования, So298 = 267 Дж/(моль·K); - стандартная энергия Гиббса образования, ΔGo298 = −240 кДж/моль. в кристаллическом состоянии: - стандартная энтальпия образования, ΔHo298 = −392 кДж/моль; - стандартная энтропия образования, So298 = 117 Дж/(моль·K); - стандартная энергия Гиббса образования, ΔGo298 = −379 кДж/моль. |

## Получение
В лабораторных условиях бромид цезия может быть получен взаимодействием гидроксида, карбоната, гидрокарбоната или сульфида цезия с бромистоводородной кислотой:
{\displaystyle {\mathsf {CsOH+HBr=CsBr+H_{2}O}}}
{\displaystyle {\mathsf {Cs_{2}CO_{3}+2HBr=2CsBr+CO_{2}\uparrow +H_{2}O}}}
Возможный альтернативный вариант — обменная реакция карбоната цезия с бромидом кальция или бария:
{\displaystyle {\mathsf {Cs_{2}CO_{3}+CaBr_{2}=2CsBr+CaCO_{3}\downarrow }}}

## Химические свойства
Бромид цезия — термически довольно устойчивое соединение. В отсутствие воды в газообразном состоянии при температуре 2100—2400 K степень диссоциации молекул CsBr не превышает 0,025.
Концентрированный водный раствор бромида цезия реагирует с жидким бромом с образованием дибромобромата(I) цезия:
{\displaystyle {\mathsf {CsBr+Br_{2}=Cs[Br(Br)_{2}]}}}
Действием увлажнённого хлора на тонкоизмельченный бромид цезия можно получить дихлоробромат(I) цезия:
{\displaystyle {\mathsf {CsBr+Cl_{2}=Cs[Br(Cl)_{2}]}}}
Соединение в водных растворах вступает в традиционные реакции ионного обмена, например:
{\displaystyle {\mathsf {CsBr+AgNO_{3}=CsNO_{3}+AgBr\downarrow }}}

## Применение
- Входит в состав люминофоров для люминесцентных экранов, используемых в рентгене[14];
- Источник щелочного металла (основа специальных таблеток) для термоионных детекторов, используемых в селективной газовой хроматографии;